# Gordijnenatelier
Een gordijnenatelier (ook geschreven als gordijnatelier) is een loonconfectiebedrijf waar gordijnen, vouwgordijnen, paneelgordijnen en in sommige gevallen ook spreien, kussens en aanverwante artikelen als embrasses worden vervaardigd.
In Nederland zijn er ongeveer 400 ateliers van variërend van 1 tot 200 medewerkers en wisselend van bedrijven met simpele huishoudmachines tot zeer moderne semiautomatische naaimachines. Terwijl de meeste loonconfectiebedrijven zoals kledingconfectie uit Nederland en België zijn vertrokken naar lagelonenlanden zijn de meeste gordijnenateliers nog in Nederland zelf gevestigd.
Gordijnenateliers zijn over het algemeen toeleveranciers van binnenhuis- architecten, project- en woninginrichters, winkelketens, verfspeciaalzaken, hotel- & horeacagelegenheden en stoffenfabrikanten. Slechts enkele ateliers verkopen rechtstreeks aan de consumentenmarkt. De meeste "interieur" winkels in Nederland en België produceren zelf geen gordijnen ook al denken veel consumenten dat wel.
De meeste gordijnenateliers in Nederland zijn lid van de Vereniging Nederlandse Gordijnenateliers (VNGA) die een onderdeel is van de landelijke ondernemersorganisatie voor mode, interieur, tapijt en textiel.